# A Scarcity of Miracles
A Scarcity of Miracles, sottotitolato A King Crimson ProjeKct, è un album in studio di Jakszyk, Fripp & Collins, pubblicato nel 2011.
Oltre ai tre autori, all'album partecipano Tony Levin e Gavin Harrison.

## Tracce
Testi di Jakko M. Jakszyk, musiche di Jakszyk, Mel Collins, Robert Fripp.
1. A Scarcity of Miracles – 7:27
2. The Price We Pay – 4:47
3. Secrets – 7:48
4. This House – 8:37
5. The Other Man – 5:59
6. The Light of Day – 9:02

## Formazione
- Mel Collins – sassofono alto e soprano, flauto
- Robert Fripp – chitarra elettrica, soundscapes
- Jakko Jakszyk –  chitarra elettrica, voce, guzheng, tastiere
- Tony Levin –  basso elettrico
- Gavin Harrison – batteria, percussioni